# Muhammad Shachar
Muhammad Shachar (in ebraico מוחמד שכר‎?; Jatt, 14 novembre 1996) è un calciatore israeliano, attaccante del Maccabi Bnei Reineh.

## Carriera
Cresciuto nel settore giovanile dell'Hapoel Ra'anana, ha esordito in prima squadra il 5 marzo 2016 disputando l'incontro di Ligat ha'Al perso 0-2 contro lo Bnei Yehuda; il 31 gennaio 2018 viene ceduto all'Ironi K. Shmona.

## Statistiche

### Presenze e reti nei club
Statistiche aggiornate al 31 agosto 2021.
| Stagione               | Squadra                | Campionato             | Campionato | Campionato | Coppe nazionali | Coppe nazionali | Coppe nazionali | Coppe continentali | Coppe continentali | Coppe continentali | Altre coppe | Altre coppe | Altre coppe | Totale | Totale |
| Stagione               | Squadra                | Comp                   | Pres       | Reti       | Comp            | Pres            | Reti            | Comp               | Pres               | Reti               | Comp        | Pres        | Reti        | Pres   | Reti   |
| ---------------------- | ---------------------- | ---------------------- | ---------- | ---------- | --------------- | --------------- | --------------- | ------------------ | ------------------ | ------------------ | ----------- | ----------- | ----------- | ------ | ------ |
| mar.-mag. 2016         | Hapoel Ra'anana        | LhA                    | 8          | 1          |                 | -               | -               |                    | -                  | -                  |             | -           | -           | 8      | 1      |
| 2016-2017              | Hapoel Ra'anana        | LhA                    | 29         | 6          | CI+TC           | 1+4             | 0+1             |                    | -                  | -                  |             | -           | -           | 34     | 7      |
| 2017-gen. 2018         | Hapoel Ra'anana        | LhA                    | 19         | 0          | CI+TC           | 1+4             | 1+0             |                    | -                  | -                  |             | -           | -           | 24     | 1      |
| Totale Hapoel Ra'anana | Totale Hapoel Ra'anana | Totale Hapoel Ra'anana | 56         | 7          |                 | 10              | 2               |                    | -                  | -                  |             | -           | -           | 66     | 9      |
| gen.-mag. 2018         | Ironi K. Shmona        | LhA                    | 12         | 0          | CI              | 2               | 1               |                    | -                  | -                  |             | -           | -           | 14     | 1      |
| 2018-2019              | Ironi K. Shmona        | LhA                    | 26         | 2          | CI+TC           | 2+4             | 0+1             |                    | -                  | -                  |             | -           | -           | 32     | 3      |
| 2019-2020              | Ironi K. Shmona        | LhA                    | 29         | 5          | CI+TC           | 1+5             | 0+2             |                    | -                  | -                  |             | -           | -           | 35     | 7      |
| 2020-2021              | Ironi K. Shmona        | LhA                    | 29         | 4          | CI              | 1               | 0               |                    | -                  | -                  |             | -           | -           | 30     | 4      |
| 2021-2022              | Ironi K. Shmona        | LhA                    | 1          | 0          | TC              | 5               | 0               |                    | -                  | -                  |             | -           | -           | 6      | 0      |
| Totale Ironi K. Shmona | Totale Ironi K. Shmona | Totale Ironi K. Shmona | 97         | 11         |                 | 20              | 4               |                    | -                  | -                  |             | -           | -           | 117    | 15     |
| Totale carriera        | Totale carriera        | Totale carriera        | 153        | 18         |                 | 30              | 6               |                    | -                  | -                  |             | -           | -           | 183    | 24     |